# Drinić (Republika Serbska)
Drinić (cyr. Дринић) – wieś w Bośni i Hercegowinie, w Republice Serbskiej, siedziba gminy Petrovac. W 2013 roku liczyła 336 mieszkańców.